# Prave sove
Prave sove (znanstveno ime Strigidae) so ena izmed dveh splošno sprejetih družin sov, druge so pegaste sove (Tytonidae). Sibley-Ahlquistova taksonomija združuje ležetrudnike (Caprimulgiformes) z redom sov. Ta velika družina zajema okoli 189 vrst, ki živijo v 25 rodovih. Tipično so prave sove kozmopoliti in jih najdemo na vseh celinah razen Antarktike.

## Sistematika
Obstaja približno 200 vrst v večjem številu rodov:
- Rod Megascops: približno 20 vrst
- Rod Otus: verjetno parafiletski, približno 45 vrst (veliki skovik, perzijski skovik...)
- Rod Pyrroglaux - 1 vrsta
- Rod Gymnoglaux - 1 vrsta
- Rod Ptilopsis - 2 vrsti
- Rod Mimizuku - 1 vrsta
- Rod Bubo - približno 25 vrst ("navadna" in ameriška velika uharica, snežna sova, puščavski, orlovski in sivi vir; včasih tudi ribje sove)
- Rod Strix - približno 15 vrst (puščavska in lesna sova, kozača ali uralska sova, bradata sova...)
- Rod Ciccaba - 4 vrste
- Rod Lophostrix - 1 vrsta
- Rod Jubula - 1 vrsta
- Rod Pulsatrix - 3 vrste
- Rod Surnia - 1 vrsta (skobčja sova)

- Rod Glaucidium - pigmejske sove, približno 30-35 vrst (mali skovik in včasih tudi "Glaucidium" dickinsoni je sedaj priznana kot Athene cunicularia - kunčja sova)
- Rod Xenoglaux - 1 vrsta
- Rod Micrathene - pritlikava sovica
- Rod Athene - 2-4 vrste (navadni in bramanski čuk; včasih tudi gozdni in kunčji čuk)
- Rod Aegolius - 4 vrste (koconogi čuk)
- Rod Ninox - približno 20 vrst
- Rod Uroglaux - 1 vrsta
- Rod Pseudoscops - jamajška sova in verjetno tudi Pseudoscops clamator
- Rod Asio - 6-7 vrst (mala uharica, močvirska uharica...)
- Rod Nesasio - 1 vrsta

### Nedavnoizumrle
- Rod Mascarenotus - 3 vrste (izumrle ok.1850)
- Rod Sceloglaux - 1 vrsta (izumrla 1914?)

### Izumrle vrste v poznemkvartarju
- Rod Grallistrix - 4 vrste
  - Grallistrix auceps,
  - Grallistrix erdmani,
  - Grallistrix geleches,
  - Grallistrix orion,
- Rod Ornimegalonyx - 1-2 vrsti
  - Ornimegalonxy oteroi,
  - Ornimegalonyx sp. - verjetno podvrsta O. oteroi